# 박동명 (법학자)
박동명(1964년 10월 13일 ~ )은 대한민국의 법학자이자 공공정책 전문가이며, 선진사회정책연구원 원장, 한국공공정책신문 발행인, 서울특별시의회 전 보건복지전문위원으로 활동하였다. 그는 지방자치, 공공정책, 복지행정 분야에서 폭넓은 연구와 실무 경험을 갖추고 있으며, 지방의회 역량 강화, 정책연구, 교육 등에 기여하고 있다.

## 생애 및 학력
박동명은 전라남도 장성 출신으로, 전남대학교에서 법학 석사(1989년)와  박사 학위(1998년) 를 취득하였다. 이후 학문의 폭을 넓혀 성균관대학교 사회복지대학원에서 사회복지학 석사를 취득했으며, 성균관대학교 국정전문대학원에서 행정학 박사과정을 수료하여 공공정책 및 행정 분야에 대한 전문성을 더욱 심화했다.

## 주요 경력
- 서울특별시의회 보건복지전문위원(2007~2015)

- 서울특별시 시민감사옴부즈만위원회 옴부즈만(2016~2020)

- 서울시교육청 청렴시민감사관, 경기도 명예감사관 역임(2016~2020)

- 국민대학교, 가천대학교, 전남대학교 외래교수(1999~2020)

- 행정안전부 지방자치인재개발원 강사 (2022~)
- 국회의정연수원 강사 (2022~ )
- 한국공공정책신문 발행인(2021~ )
- 한국공공정책학회 상임이사 및 부회장(2025~ )
- 대한케어복지학회 회장(2020~ )
- 한국공공정책평가원 원장(2022~)
- 선진사회정책연구원 원장(2018~)
- 강남구 결산검사위원(2025)

## 학술 및 정책활동
저서를 가진 공직자회(저공회) 사무총장(2020~ )
박동명 박사는 행정사무감사, 예산 및 결산 심사, 조례 입법 등 지방의회 의정 활동을 중심으로 다양한 교육과 자문 활동을 펼쳐왔다. 특히 국회의정연수원, 지방자치인재개발원, 전국 지방의회에서 강의하며 AI 기반 자료조사·분석 기법 등을 도입하여 지방의회의 전문성 제고에 크게 기여한다.
또한, 공공정책 연구자로서 서울특별시의회, 강남구의회, 과천시, 청주시, 영양군 등에서 다수의 정책연구용역을 수행했으며, 그 결과는 지방행정 및 복지정책 개선에 직접적으로 반영된다. 예를 들어, 과천시 지역보건의료계획수립에 참여하여 4년간의 중장기 계획을 수립하며 정책 개발에 중요한 역할을 했다.

## 언론 및 저술 활동
박동명 박사는 활발한 저술 활동과 더불어 다양한 언론 활동을 통해 대중과의 소통에도 힘쓴다.
- 주요 저서:
  - 『현대생활과 법률』: 이 저서로 서울특별시장상을 수상하며 법률 분야의 전문성을 인정받았다.
  - 『여성과 법률』: 전국공무원문예대전 우수상을 수상한 작품이다.
  - 『즐거운 법률여행!』 외 10여 권의 저서를 출간하여 법률 및 공공정책 지식을 대중에게 알리는 데 기여했다.
- 언론 및 방송 활동:
  - CBS 등 방송 매체에서 법률 해설을 진행하며 법률 전문가로서의 지식을 대중에게 쉽고 명확하게 전달했다.
  - 한국공공정책신문 발행인이자 주요 주요 칼럼 필진으로 활동하며, 특히 그의 칼럼은 많은 독자들에게 긍정적인 평가를 받고 있다. 공공정책, 지방자치, 그리고 개인의 삶에 대한 깊이 있는 통찰을 담아 독자들에게 생각할 거리를 던져준다. 제공된 정보에 따르면, 그는 "여행, 삶을 풍요롭게 한다"와 같은 칼럼을 통해 전문성과 함께 인간적인 면모를 보여주기도 한다.

## 주요 칼럼 (한국공공정책신문)
박동명 박사는 한국공공정책신문에 다양한 주제의 칼럼을 연재하며 독자들과 소통하고 있다. 그의 칼럼은 공공정책에 대한 깊이 있는 분석뿐만 아니라, 사회 현상과 삶에 대한 통찰을 담아 독자들에게 큰 호응을 얻는다. 몇 가지 대표적인 칼럼은 다음과 같다.
- "여행, 삶을 풍요롭게 한다": 2024년 10월 27일자 칼럼으로, 여행이 개인의 삶에 미치는 긍정적인 영향을 다루며 전문적인 시각과 함께 인간적인 면모를 보여준다.
- "지방의원 해외연수, 그 의미와 가치": 지방의회의 해외연수 실효성에 대한 비판적 시각과 함께 효율적인 연수 방안을 모색하는 정책적 제언을 담고 있다.
- "주민참여예산 제도, 지방자치의 새로운 지평을 열다": 주민 참여 예산 제도의 현황과 문제점을 진단하고, 실질적인 주민 참여를 위한 구체적인 개선 방안을 제시한다.
- "지방소멸 위기와 정책대응": 저출산·고령화로 인한 인구소멸 문제의 심각성을 강조하고, 지방자치단체 차원에서의 대응 전략과 정책적 노력을 촉구한다.

## 문화 및 관광 활동
최근에는 문화 및 관광 분야에서도 활동 영역을 넓히고 있다.
- 서울관광홍보대사 (2023~): 서울의 매력을 알리는 데 기여한다.
- 국외여행인솔자 자격(문화체육관광부) (2023~): 전문 인솔자 자격을 갖추고 있다.
- 선진투어 운영: 지방의회의 해외연수 및 선진지 견학을 기획하며 지방자치단체의 국제 교류 및 역량 강화에 도움을 준다

## 참고 자료
국회전자도서관 자료 (2024년 9월 24일 확인)
박동명 칼럼 여행, 삶을 풍요롭게 한다” - 한국공공정책신문, 2024년 10월 27일